# Ladmovské vápence
Ladmovské vápence este o arie protejată (arie specială de conservare — SAC, sit de importanță comunitară — SCI) din Slovacia întinsă pe o suprafață de 332,23 ha, integral pe uscat.

## Localizare
Centrul sitului Ladmovské vápence este situat la coordonatele 48°25′13″N 21°46′18″E / 48.420278°N 21.771667°E.

## Înființare
Situl Ladmovské vápence a fost declarat sit de importanță comunitară în aprilie 2004 pentru a proteja 2 specii de plante și 20 de specii de animale. Situl a fost protejat și ca arie specială de conservare în martie 2004.

## Biodiversitate
Situată în ecoregiunea panonică, aria protejată conține 4 habitate naturale: Pajiști stepice subpanonice, Păduri panonice cu Quercus pubescens, Pajiști uscate seminaturale și facies de acoperire cu tufișuri pe substraturi calcaroase (Festuco-Brometalia) (* situri importante pentru orhidee), Tufărișuri subcontinentale peripanonice.
La baza desemnării sitului se află mai multe specii protejate:
- plante (2): Iris aphylla subsp. hungarica, sisinei (Pulsatilla grandis)
- păsări (15): lăcar mare (Acrocephalus arundinaceus), lăcar-de-lac (Acrocephalus scirpaceus), stârc roșu (Ardea purpurea), buhai de baltă (Botaurus stellaris), șerpar (Circaetus gallicus), presură sură (Emberiza calandra), ciocârlan (Galerida cristata), stârc pitic (Ixobrychus minutus), grelușel-de-zăvoi (Locustella luscinioides), Locustella naevia, pietrar sur (Oenanthe oenanthe), pițigoi de stuf (Panurus biarmicus), cresteț pestriț (Porzana porzana), mărăcinar negru (Saxicola torquatus), lăcustar (Sturnus roseus)
- amfibieni (1): buhai de baltă cu burta roșie (Bombina bombina)
- nevertebrate (4): croitorul mare al stejarului (Cerambyx cerdo), Isophya stysi, rădașcă (Lucanus cervus), fluturele purpuriu (Lycaena dispar)

Pe lângă speciile protejate, pe teritoriul sitului au mai fost identificate 20 de specii de plante, 1 specie de mamifere, 2 specii de reptile.